# Verdronken mosschijfje
Het verdronken mosschijfje (Ramsbottomia asperior) is een schimmel behorend bij de familie Pyronemataceae. Het leeft saprotroof, op kale, vochtige, lemige of zandige grond.

## Kenmerken
De apothecia hebben een diameter van 2-4 mm. Ze zijn uitwendig bedekt met korte bruinachtige haartjes. De sporen zijn bolvormig of subglobulair en meten 17-24 µm.

## Verspreiding
In Nederland komt het verdronken mosschijfje zeldzaam voor. Het staat op rode lijst in de categorie 'Gevoelig'.